# Klaus Aerni
Klaus Aerni (* 27. Juli 1932 in Bern; † 29. Mai 2014 ebenda) war ein Schweizer Geograph.

## Werdegang
Aerni studierte von 1956 bis 1961 Geographie in Bern und in Paris (Sorbonne) und promovierte 1969 in Bern mit der Untersuchung über die Rekrutierung der deutschbernischen Primarlehrkräfte 1957–1966 zum Dr. phil. nat. Mit der Habilitationsschrift Die Passwege Gemmi, Loetschen und Grimsel: Topographie, Teichographie und Geschichte der Weganlagen legte er 1972 den Grundstein für seine weiteren Forschungsarbeiten, die er bis weit über die Emeritierung hinaus fortsetzte.
1974 kam Aerni als Dozent an das Geographische Institut der Universität Bern und war von 1978 bis 1997 Professor für Geographie (ab 1978 Extraordinarius und seit 1989 Ordinarius) mit den wissenschaftlichen Schwerpunkten Historisch-genetische Entwicklung der Kulturlandschaften von Mittelland und Alpen, Raumplanung, historische Verkehrswege, Fachdidaktik der Geographie und Lehrerbildung. Ab 1984 wirkte er als Programmleiter des Inventars historischer Verkehrswege der Schweiz (IVS). Von 1979 bis 1985 war er Präsident der Geographischen Gesellschaft Bern, von 1984 bis 1988 der Schweizerischen Geographischen Kommission und von 1991 bis 1999 der Stiftung Ecomuseum Simplon.
Am 14. April 2010 setzte der Schweizerische Bundesrat die Verordnung über das Bundesinventar historischer Verkehrswege der Schweiz in Kraft, womit das Ergebnis der wissenschaftlichen Erarbeitung rechtskräftig wurde.